# Гай Кальвізій Сабін (консул 39 року до н. е.)
Гай Кальвізій Сабін (лат. Gaius Calvisius Sabinus, 85 до н. е. — після 26 до н. е.) — політичний та військовий діяч Римської республіки, консул 39 року до н. е.

## Біографія
Походив з роду Кальвізіїв. Син Гая Кальвізія Сабіна. Про молоді роки немає відомостей. 
Відзначився як легат під час Галльської війни Цезаря. Зберіг вірність останньому у 49 році до н. е., з початком громадянської війни з Гнеєм Помпеєм. Після висадки цезаріанців на Балканському півострові Кальвізія було відправлено для захоплення Етолії, де той зайняв важливі міста Калідон й Навпакт. У 45 році до н. е. призначено керувати провінцією Африка. У 44 році до н. е. став міським претором. Знову як провінцію отримав Африку. Після вбивства Цезаря у 44 році до н. е. деякий час зберігав вірність сенату.
У 39 році до н. е. став консулом разом з Луцієм Марцієм Цензоріном. Тоді ж остаточно перейшов на бік Октавіана Августа. У 38 році до н. е. командував флотом проти Секста Помпея, проте зазнав поразки у битві при Кумах. Утім зумів завадити захопленню м. Регій. У 37 році до н. е. передав командування Марку Віпсанію Агріппі.
З 36 до 35 року до н. е. за наказом Октавіана зайнявся відновленням порядку в Італії, знищивши численні банди грабіжників. За дорученням Октавіана відновив Латинську дорогу. У 31 році до н. е. увійшов до колегії септимвірів епулонів, став куріоном максимусом. Того ж року призначено проконсулом Іспанії. Водночас став фламіном Роми та Божественного Августа. У 28 році до н. е. по поверненню до Риму отримав від нього право на тріумф. Помер після 26 року до н. е.

## Родина
- Гай Кальвізій Сабін, консул 4 року до н.е.